# Исетский район
Исе́тский райо́н — административно-территориальная единица (район) и муниципальное образование (муниципальный район) в Тюменской области России.
Административный центр — село Исетское.

## География
Исетский район расположен в юго-западной части Тюменской области. Граничит: на юго-западе — с Курганской областью, на северо-западе — со Свердловской областью, а также — с Тюменским, Ялуторовским и Упоровским районами Тюменской области. Площадь территории района — 2751,2 км².

## Население
| 2002    | 2009    | 2010    | 2011    | 2012    | 2013    | 2014    |
| ------- | ------- | ------- | ------- | ------- | ------- | ------- |
| 26 565  | ↘25 905 | ↗26 061 | ↘26 051 | ↘25 819 | ↘25 734 | ↘25 693 |
| 2015    | 2016    | 2017    | 2018    | 2019    | 2020    | 2021    |
| ↗25 849 | ↘25 770 | ↘25 661 | ↘25 318 | ↘25 150 | ↘24 878 | ↗26 154 |

## История
Поселенцы новых слобод по р. Исети шли с севера: «...слободы заселялись или непосредственным попечением воевод, или услугою поверенных, слободчиками прозванных, через вызов в обоих случаях казённых крестьян из северных уездов нынешних губерний: Вологодской, Архангельской, Вятской и Пермской»
Образован на основании постановлений ВЦИК от 3 и 12 ноября 1923 года в составе Тюменского округа Уральской области из Архангельской, Бобылевской, Верх-Бешкильской, Денисовской, Исетской, Красновской, Красногорской, Мининской, Слободобешкильской и Шороховской волостей Ялуторовского уезда Тюменской губернии.
В район вошло 27 сельсоветов: Архангельский, Бархатовский, Батеневский, Бобылевский, Верхнебешкильский, Гаевский, Денисовский, Ершинский, Исетский, Кирсановский, Красновский, Красногорский, Кукушкинский, Лобановский, Малышевский, Мининский, Онуфриевский, Рафайловский, Сизиковский, Скородумский, Слободобешкильский, Солобоевский, Сплываевский, Станиченский, Сунгуровский, Теренкульский, Шороховский.
Постановлением комиссии по районированию при окрисполкоме от 7 июня 1924 года образован Логовский сельсовет.
Постановлениями ВЦИК от:
17 января 1934 года район вошёл в состав Челябинской области.
7 декабря 1934 года район передан в состав Омской области.
20 октября 1937 года из Ялуторовского района передан Верх-Ингалинский сельсовет.
Указами Президиума Верховного Совета РСФСР от:
7 сентября 1939 года из Шатровского района Челябинской области передан Турушевский сельсовет;
19 сентября 1939 года упразднены Бобылевский, Верх-Ингалинский, Гаевский, Ершинский, Логовский, Малышевский, Сизиковский, Сунгуровский и Юрт-Сунгуровский сельсоветы.
6 февраля 1943 года — район включён в состав Курганской области.
14 августа 1944 года — передан в состав образованной Тюменской области.
17 июня 1954 года упразднены Бархатовский, Батеневский, Исетский, Кирсановский, Красногорский, Слободобешкильский, Сплываевский и Станиченский сельсоветы. Лобановский и Турушевский сельсоветы объединены в Бобылевский. 23 февраля 1956 года образован Коммунаровский сельсовет. 8 декабря 1960 года Теренкульский сельсовет переименован в Исетский. 18 июля 1961 года упразднены Архангельский, Онуфриевский и Шороховский сельсоветы. 1 февраля 1963 года район упразднён. Территория вошла в состав Ялуторовского укрупнённого сельского района. 30 декабря 1966 года район образован вновь в прежнем составе. 20 июля 1967 года образованы Бархатовский и Слободобешкильский сельсоветы. 28 марта 1987 года образован Кировской сельсовет. 25 мая 1991 года образован Архангельский сельсовет. 13 марта 1992 года образован Верх-Ингальский сельсовет. Дума Исетского муниципального района 3 созыва (2010—2015) состоит из 32 депутатов, 31 депутат представляют партию «Единая Россия» и 1 — от ЛДПР.

## Муниципально-территориальное устройство
В Исетском муниципальном районе 16 сельских поселений, включающих 41 населённый пункт:
| №  | Сельские поселения                    | Админ. центр         | Количество населённых пунктов | Население | Площадь, км² |
| -- | ------------------------------------- | -------------------- | ----------------------------- | --------- | ------------ |
| 1  | Архангельское сельское поселение      | село Архангельское   | 1                             | ↘716      | 67,97        |
| 2  | Бархатовское сельское поселение       | село Бархатово       | 3                             | ↗1164     | 123,31       |
| 3  | Бобылевское сельское поселение        | село Бобылево        | 5                             | ↗887      | 119,08       |
| 4  | Верхнебешкильское сельское поселение  | село Верхнебешкиль   | 2                             | ↗604      | 78,29        |
| 5  | Верхнеингальское сельское поселение   | село Верхний Ингал   | 1                             | ↗475      | 32,71        |
| 6  | Денисовское сельское поселение        | село Денисово        | 1                             | ↗480      | 228,36       |
| 7  | Исетское сельское поселение           | село Исетское        | 2                             | ↗8291     | 54,23        |
| 8  | Кировское сельское поселение          | посёлок Кировский    | 1                             | ↗975      | 27,61        |
| 9  | Коммунаровское сельское поселение     | посёлок Коммунар     | 3                             | ↘1760     | 174,22       |
| 10 | Красновское сельское поселение        | село Красново        | 5                             | ↘1165     | 376,04       |
| 11 | Мининское сельское поселение          | село Минино          | 3                             | ↘932      | 150,21       |
| 12 | Рассветовское сельское поселение      | село Рассвет         | 1                             | ↘959      | 137,05       |
| 13 | Рафайловское сельское поселение       | село Рафайлово       | 4                             | ↗1644     | 172,14       |
| 14 | Слободобешкильское сельское поселение | село Слобода-Бешкиль | 1                             | ↘1130     | 160,33       |
| 15 | Солобоевское сельское поселение       | село Солобоево       | 5                             | ↗2277     | 434,16       |
| 16 | Шороховское сельское поселение        | село Шорохово        | 3                             | ↗2695     | 415,49       |

### Населённые пункты
| №  | Населённый пункт | Тип     | Население | Муниципальное образование             |
| -- | ---------------- | ------- | --------- | ------------------------------------- |
| 1  | Архангельское    | село    | ↘716      | Архангельское сельское поселение      |
| 2  | Бархатово        | село    | 707       | Бархатовское сельское поселение       |
| 3  | Батени           | деревня | 125       | Рафайловское сельское поселение       |
| 4  | Битюки           | деревня | 187       | Рафайловское сельское поселение       |
| 5  | Бобылево         | село    | 490       | Бобылевское сельское поселение        |
| 6  | Ботники          | деревня | 148       | Солобоевское сельское поселение       |
| 7  | Верхнебешкиль    | село    | 591       | Верхнебешкильское сельское поселение  |
| 8  | Верхний Ингал    | село    | ↗475      | Верхнеингальское сельское поселение   |
| 9  | Гаева            | деревня | 302       | Бархатовское сельское поселение       |
| 10 | Денисово         | село    | ↗480      | Денисовское сельское поселение        |
| 11 | Ершина           | деревня | 177       | Красновское сельское поселение        |
| 12 | Зерновой         | посёлок | 150       | Шороховское сельское поселение        |
| 13 | Исетское         | село    | ↗8290     | Исетское сельское поселение           |
| 14 | Ишимский         | посёлок | 160       | Шороховское сельское поселение        |
| 15 | Кировский        | посёлок | ↗975      | Кировское сельское поселение          |
| 16 | Кирсанова        | деревня | 69        | Красновское сельское поселение        |
| 17 | Коммунар         | посёлок | 1517      | Коммунаровское сельское поселение     |
| 18 | Красново         | село    | 622       | Красновское сельское поселение        |
| 19 | Красногорское    | село    | 251       | Солобоевское сельское поселение       |
| 20 | Кукушки          | деревня | 390       | Коммунаровское сельское поселение     |
| 21 | Лобанова         | деревня | 174       | Бобылевское сельское поселение        |
| 22 | Лога             | деревня | 193       | Мининское сельское поселение          |
| 23 | Малыши           | деревня | 207       | Солобоевское сельское поселение       |
| 24 | Марино           | посёлок | ↘1        | Исетское сельское поселение           |
| 25 | Минино           | село    | 766       | Мининское сельское поселение          |
| 26 | Миролюбова       | деревня | 60        | Коммунаровское сельское поселение     |
| 27 | Новикова         | посёлок | 347       | Красновское сельское поселение        |
| 28 | Онуфриево        | деревня | 139       | Мининское сельское поселение          |
| 29 | Осинова          | деревня | 22        | Бобылевское сельское поселение        |
| 30 | Пастухова        | деревня | 24        | Верхнебешкильское сельское поселение  |
| 31 | Рассвет          | село    | ↘959      | Рассветовское сельское поселение      |
| 32 | Рафайлово        | село    | 1226      | Рафайловское сельское поселение       |
| 33 | Решетникова      | деревня | 120       | Красновское сельское поселение        |
| 34 | Сизикова         | деревня | 101       | Бобылевское сельское поселение        |
| 35 | Слобода-Бешкиль  | село    | ↘1130     | Слободобешкильское сельское поселение |
| 36 | Созонова         | деревня | 31        | Бобылевское сельское поселение        |
| 37 | Солобоево        | село    | 1204      | Солобоевское сельское поселение       |
| 38 | Станичное        | село    | 414       | Солобоевское сельское поселение       |
| 39 | Турушево         | деревня | 128       | Бархатовское сельское поселение       |
| 40 | Школьный         | посёлок | 84        | Рафайловское сельское поселение       |
| 41 | Шорохово         | село    | 2068      | Шороховское сельское поселение        |

## Достопримечательности

### Объекты культурного наследия
- памятники археологии федерального значения в Ингальской долине — городища «Коловское» и Слободо-Бешкильское, могильник «Красногорский-I», поселения «Коловское-I» и «Коловское-II»
- памятник архитектуры федерального значения Христорождественская церковь

### Особо охраняемые природные территории
- комплексный зоологический заказник регионального значения «Рафайловский» (16 750 га)
- региональный памятник природы Марьино ущелье (27 га) в Ингальской долине